# 山之口站
山之口站（日语：／ Yamanokuchi eki */?）是位於宮崎縣都城市山之口町，九州旅客鐵道（JR九州）的日豐本線車站。事務管號碼為▲940509。車站是併入都城市前的山之口町中心車站。

## 車站構造

### 現役站房
2024年6月開始使用的單層第3代站房，採用鋼架及水泥所建成，以簡易式車站運作。同時本身也可以化身為多用途活動場地，是為配合2027年於都農市所舉行的國民體育大會而率先完成的其中一項建設。總面積為187平方米。

### 舊站房
以木板建成的單層式站房，為典型舊式國鐵市郊型車站站房，左側為舊站務室及員工留宿地方，現時已停止使用，原售票窗口亦早已圍封，改放以一部簡易式近距離及自由特急劵售票機一部；中央為候車空間，現時只在右側放置了一組四個獨立座位的塑膠候車椅。盡頭為原驗票閘口，通過後左轉便為前往月台的行人天橋；右側為洗手間。

### 月台
設有島式月台1個，有效長度為6輛，出入口與月台中央之間設有行人天橋連接。月台中央部份亦設有1個長約12米，能遮蓋兩邊的月台的小型上蓋。
近站房一方仍保留一條側線，為供以前行李列車所使用。
| 月台 | 路線      | 上下行 | 方向                                           |
| ---- | --------- | ------ | ---------------------------------------------- |
| 1    | ■日豐本線 | 下行   | 都城、西都城、鹿兒島中央、經■吉都線往吉松方向  |
| 2    | ■日豐本線 | 上行   | 南宮崎、宮崎、宮崎神宮、佐土原、高鍋、延岡方向 |

## 使用狀況
以下為近年1日平均乘車人次。
2016年起，因JR九州只公佈使用人數首300個車站的人數，本站因未達至首300位而獲得公佈實質人數的車站。但由於每日乘車人數超過100人的上名要求，所以改以補遺的方式顯示於每年度的排名榜內。
| 年度   | 1日平均 乘車人次 | 參考資料 |
| ------ | ---------------- | -------- |
| 1996年 | 329              |          |
| 1997年 | 323              |          |
| 1998年 | 327              |          |
| 1999年 | 305              |          |
| 2000年 | 277              |          |
| 2001年 | 270              |          |
| 2002年 | 245              |          |
| 2003年 | 256              |          |
| 2004年 | 243              |          |
| 2005年 | 240              |          |
| 2006年 | 210              |          |
| 2007年 | 188              |          |
| 2008年 | 190              |          |
| 2009年 | 181              |          |
| 2010年 | 193              |          |
| 2011年 | 197              |          |
| 2012年 | 190              |          |
| 2013年 | 194              |          |
| 2014年 | 188              |          |
| 2015年 | 194              |          |
| 2016年 | >100             | [ 5 ]    |
| 2017年 | >100             | [ 6 ]    |
| 2018年 | >100             | [ 7 ]    |
| 2019年 | >100             | [ 8 ]    |
| 2020年 | >100             | [ 9 ]    |
| 2021年 | >100             | [ 10 ]   |
| 2022年 | >100             | [ 11 ]   |
| 2023年 | >100             | [ 12 ]   |

## 歷史
- 1914年8月15日：車站啟用[13][1]。
- 1971年2月1日：終止貨物業務。
- 1987年4月1日：伴隨國鐵分割民營化，車站由九州旅客鐵道（JR九州）營運。
- 2022年4月1日：隨宮崎綜合鐵道事業部改組，並且昇格為宮崎支社（日语：九州旅客鉄道宮崎支社），車站管理權由宮崎支社承繼[14]。
- 2024年6月1日：第3代站房（併合於山之口站観光運動交流中心內）正式啟用[3][15]。

## 相鄰車站
九州旅客鐵道
■日豐本線
■特急「霧島」2號（其他不停靠）
田野 ← 山之口 ← 三股
■普通
田野 — （※）青井岳－（楠丘號誌站）－山之口－餅原
（※）清晨及晚上的普通列車不停靠青井岳站。

## 外部連結
- JR九州山之口站 （页面存档备份，存于）